# Contessa Dandolo
Contessa Dandolo war die Ehefrau des venezianischen Dogen Enrico Dandolo, der von 1192 bis zu seinem Tod im Jahr 1205 im Amt war. Möglicherweise entstammte sie der Familie Minotto. Das Paar hatte mindestens einen Sohn, nämlich Ranieri Dandolo, der von 1202 bis 1205 als Vizedoge seinen Vater in Abwesenheit vertrat. Ihre Enkelin Anna Dandolo war mit dem serbischen König Stefan Nemanjić verheiratet. 
Enrico nennt Contessa in einer Urkunde ‚meine geliebte Ehefrau‘ (dilecta uxor mea). Zusammen mit ihrem Schwager, Enricos jüngerem Bruder Andrea, sowie einem „Philippo Faletro“ verwaltete sie ab 1183 das gesamte Vermögen des inzwischen erblindeten Enrico Dandolo.
In der späteren Geschichtsschreibung wurden ihr bis zu fünf Kinder zugeschrieben, darunter eine Tochter. Außerdem wurde behauptet, Enrico Dandolo sei vor Contessa bereits einmal verheiratet gewesen. Doch gab es weder diese erste Ehe, noch hatte das Paar eine Tochter. Als Sohn lässt sich darüber hinaus nur der besagte Ranieri nachweisen. 

## Herkunft
Demetrius Minotto (1856–1920) behauptete in seiner ab 1901 erschienenen Familiengeschichte, Contessa sei ein Abkömmling seiner Familie. Grundlage für seine Annahme war ein Testament von 1209, das eine Ota Minotto aufgesetzt hatte. Diese hinterließ Geldbeträge für ihre beiden Töchter, nämlich Maria und Contessa. Nach Meinung des Verfassers war dieser Name, da er in Venedig sehr selten war, ein Beleg dafür, dass auch die Ehefrau Enrico Dandolos seiner Familie entstammte. Andrea Da Mosto lehnte diese Deutung jedoch ab.

## Familienverhältnisse
Die Herkunft der Contessa ist ebenso wenig geklärt, wie die Frage nach den verwandtschaftlichen Verhältnissen Enricos. Selbst in Standardwerken häufen sich die Widersprüche. So schrieb Antonio Carile im 1986 erschienenen 3. Band des Lexikons des Mittelalters lapidar, Dandolo sei in erster Ehe mit „Felicita“, einer Tochter des Prokuratoren von San Marco Pietro Bembo verheiratet gewesen, in zweiter mit Contessa, die möglicherweise zur Familie der Minotto gehörte. Aus diesen Ehen seien vier Söhne hervorgegangen, nämlich Marino, Ranieri, Vitale und Fantino. Alvise Loredan war fünf Jahre vor Carile in seinem Werk I Dandolo gleichfalls von diesen vier Söhnen und den besagten zwei Ehen ausgegangen. Die Annahme, Enrico Dandolo habe zwei Mal geheiratet, gilt jedoch schon länger als dubios. So ließ Antonino Lombardo 1982 Zweifel an einer ersten Ehe mit besagter „Felicita“ anklingen. „Felicita Bembo“ – darauf dürfte der Irrtum nach Thomas Madden zurückgehen – erscheint in einer Genealogie von 1743. Dabei handelt es sich um die Fortsetzung der Famiglie nobile venete des Marco Barbaro durch Antonio Maria Tasca, die als Arbori dei patritii veneti ricoppiati con aggiunte di Antonio Maria Fosca, 7 Bde., im Staatsarchiv Venedig liegt (Miscellanea codici, serie 1, regg. 17–23, 1:319; 3:177).
Noch 2006 führte Marcello Brusegan die besagten beiden Ehen und die vier Söhne auf, darüber hinaus eine Tochter, deren Namen er nicht nennt, die aber Bonifaz von Montferrat geheiratet haben soll, einen der Führer des Vierten Kreuzzuges. Diesen Irrtum, der gleichfalls auf Marin Sanudo zurückgeht, hatte Heinrich Kretschmayr bereits 1905 mit den Worten abgetan, dass die Ansicht, es habe „eine Tochter […], deren Gemahl Bonifacio von Montferrat gewesen sei“ gegeben „gewiß auch nicht richtig“ sei.
Als gesichert kann nur gelten, wie Andrea Da Mosto schrieb, dass Enrico Dandolo spätestens 1183 mit Contessa verheiratet war, wie ein Dokument aus dem Konvent San Zaccaria belegt.
Die Belege für die angeblich vier Söhne der Dandolo gelten ebenso als unzuverlässig. Die Ansicht, die zuerst Karl Hopf vertreten hat, Marino sei als Sohn Enricos zu betrachten, geht, wie Raymond-Joseph Loenertz 1959 konstatierte, auf eine Verwechslung mit einem Träger des gleichen Namens zurück. Vitale, der die venezianische Flotte vor Konstantinopel kommandierte, war „womöglich ein Sohn seines Bruders Andrea“, also nicht der Contessa und des Enrico, wie Karl-Hartmann Necker 1999 annahm. Fantino soll lateinischer Patriarch im von den Kreuzfahrern 1204 neu geschaffenen Lateinischen Kaiserreich geworden sein, was allerdings schon Heinrich Kretschmayr vor mehr als einem Jahrhundert bestritten hat. Thomas Madden bestreitet die Existenz eines Patriarchen namens Fantino, wie überhaupt eines Fantino Dandolo im Venedig dieser Zeit. Dieser tauche erst bei Marino Sanudo auf. Sicher als gemeinsamer Sohn gilt demnach nur Ranieri. Dieser vertrat seinen Vater Enrico während des Kreuzzuges in Venedig als Vizedoge; er starb 1209.

## Die Vermögensvollmacht von 1183
Zwischen 1178 und 1183 muss sich Enrico Dandolo aus allen Handelsgeschäften zurückgezogen haben. Schließlich gab er im September 1183 seinem Bruder Andrea zusammen mit seiner Frau Contessa sowie Filippo Falier von San Tomà Generalvollmacht, sich um alle seine Geschäfte zu kümmern, „sicut egomet facere deberem“. Warum er dies ‚tun musste‘, wie es heißt, entzieht sich unserer Kenntnis, aber vielleicht konnte er zu diesem Zeitpunkt bereits keine der im Handelsbereich immer weniger zu umgehenden Dokumente mehr verfassen oder lesen, da er erblindete.
Enrico nennt seinen Bruder, dem er 1183 für sämtliche schriftlichen und mündlichen Abmachungen Vollmacht verlieh, „dilectus frater meus“ (‚mein geliebter Bruder‘), eine Form, in der er auch über seine Frau spricht, wenn er in derselben Urkunde auch „Contesse dilecti uxori mee“ diese Vollmachten überlässt. Dabei handelt es sich um die Überlassung jedweder Entscheidungsgewalt über alle seine Geschäfte und Angelegenheiten, und zwar explizit „cum cartulis quam sine cartulis“, also nicht nur um alle Rechte urkundlicher Verbriefung, sondern um alle Arten der geschäftlichen Tätigkeit. Damit wurden sein Bruder, jener Filippo Falier und seine Frau zu unabhängigen Sachwaltern des gewaltigen Dandolo-Vermögens und aller Geschäftstätigkeit.